# Gunungiella monticola
Gunungiella monticola är en nattsländeart som beskrevs av Wolfram Mey 1995. Gunungiella monticola ingår i släktet Gunungiella och familjen stengömmenattsländor. Inga underarter finns listade i Catalogue of Life.